# Acontia micrastis
Acontia micrastis är en fjärilsart som beskrevs av Oswald Beltram Lower 1903. Acontia micrastis ingår i släktet Acontia och familjen nattflyn. Inga underarter finns listade i Catalogue of Life.